# فش
الفش (بالإنجليزية: Exsufflation)‏ زفير قوي لإخراج الهواء من الرئة, يمكن تنظيف مفرزات الطرق الهوائية بوساطة الفش اليدوي أو الآلي, يستخدم الفش عادة مع المصابين بالاضطرابات العصبية العضلية.